# تنغة راز (راز)
تنغة راز (بالفارسية: تنگه‌راز) هي قرية تقع في إيران في قسم راز الريفي. يقدر عدد سكانها بـ 222 نسمة بحسب إحصاء 2016.